# Poul Grønvold
Poul Rasmus Grønvold (født 25. februar 1889 på Frederiksberg, død 22. april 1947 sammesteds) var en dansk kontorchef.
Grønvold var søn af kunstmaler Holger Grønvold og Signe f. Kiær. Han blev student fra Metropolitanskolen i 1907 og cand.polit. i 1914. Derpå var har kort tilknyttet generaltolddirektoratet, før han året efter blev fuldmægtig i deptartementet for told og forbrugsafgifter og siden avancerede til kontorchef i 1929. Sideløbende var han i en længere årrække manuduktør i nationaløkonomi og senere sekretær hos generaldirektøren for skattevæsenet. Han var desuden medlem af en række bestyrelser samt medredaktør på diverse fagskrifter.  Han var Ridder af Dannebrog og Dannebrogsmand.  
Grønvold giftede sig i 1925 med Berligot f. Gammelgaard, datter af byfogedfuldmægtig Niels Peter Gammelgaard. 